# Ундоровское сельское поселение
Ундо́ровское се́льское поселе́ние — муниципальное образование в составе Ульяновского района Ульяновской области. Административный центр — село Ундоры.

## Население
| 2010  | 2012  | 2013  | 2014  | 2015  | 2016  | 2017  |
| ----- | ----- | ----- | ----- | ----- | ----- | ----- |
| 5015  | ↗5050 | ↘5034 | ↘4988 | ↗5027 | ↘4991 | ↘4902 |
| 2018  | 2019  | 2020  | 2021  |       |       |       |
| ↘4881 | ↘4813 | ↘4742 | ↘4574 |       |       |       |

## Состав сельского поселения
В состав поселения входят 10 населённых пунктов: 6 сел, 2 поселков и 2 деревни.
| №  | Населённый пункт  | Тип населённого пункта       | Население |
| -- | ----------------- | ---------------------------- | --------- |
| 1  | Васильевка        | село                         | 15        |
| 2  | Вышки             | село                         | 516       |
| 3  | Городищи          | деревня                      | 16        |
| 4  | Дворики           | деревня                      | 36        |
| 5  | Комаровка         | село                         | 66        |
| 6  | Красное Сюндюково | посёлок                      | 43        |
| 7  | Крутояр           | посёлок                      | 371       |
| 8  | Русская Беденьга  | село                         | 245       |
| 9  | Старое Алейкино   | село                         | 9         |
| 10 | Ундоры            | село, административный центр | ↘3270     |

## Известные[кому?]уроженцы
- Горбунов, Михаил Иванович (1896—1970) — советский военачальник, генерал-лейтенант артиллерии. Родился в деревне Васильевка.
- Шигаев, Андрей Васильевич (1908-1943) — Герой Советского Союза. Родился в селе Вышки.